# كأس أذربيجان 1994–95
كأس أذربيجان 1994–95 (بالأذرية: 1994-95 Azərbaycan Kuboku)‏ هو الموسم 4 من كأس أذربيجان. أقيم خلال الفترة سبتمبر 1994 وحتى مايو 1995، وأشرف على تنظيمه اتحاد أذربيجان لكرة القدم، وفاز فيه نادي نيفتشي باكو.